# 모이나 맥길

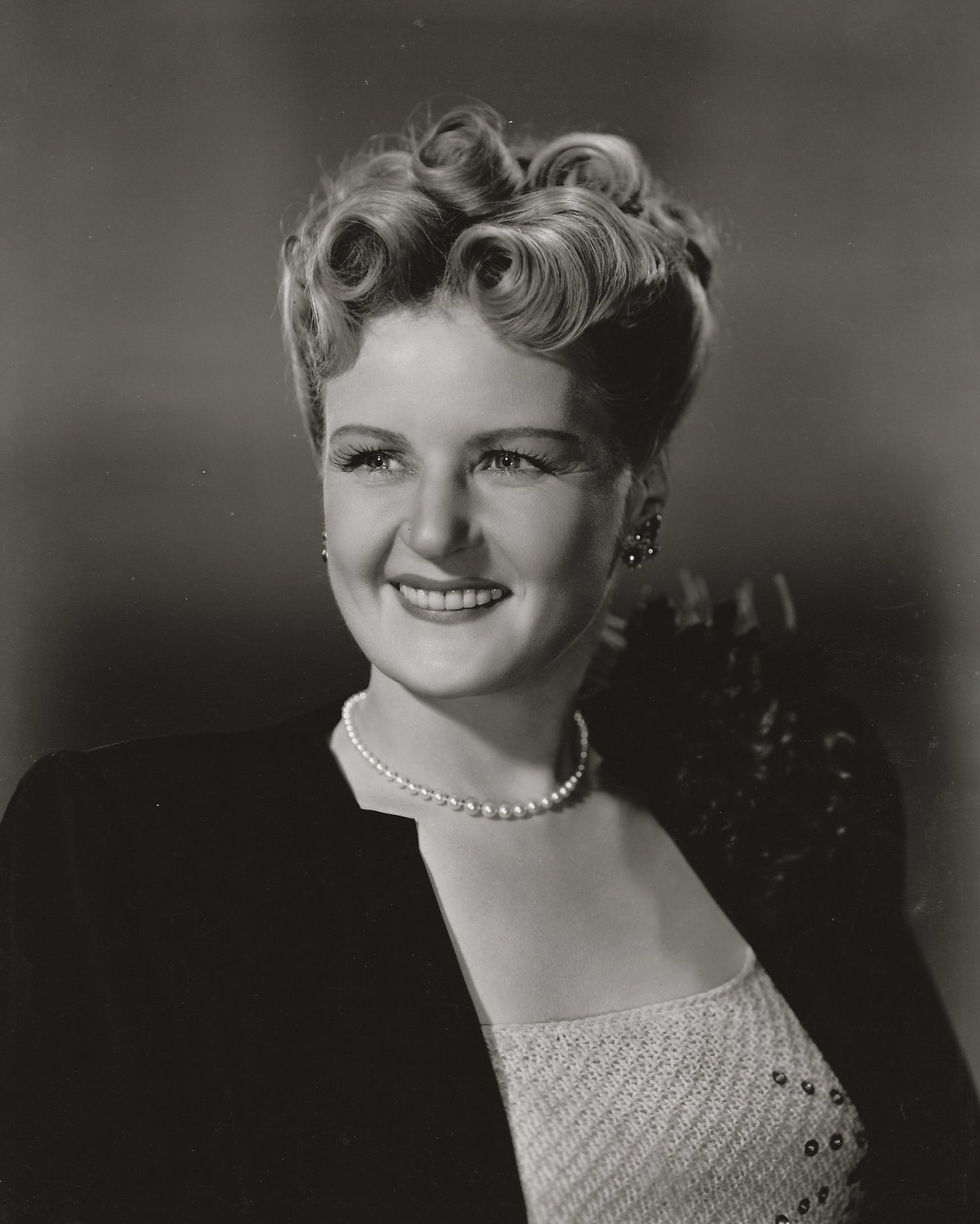

모이나 맥길(Moyna Macgill, 1895년 12월 10일 ~ 1975년 11월 25일)은 영국의 배우, 연극 배우, 영화배우이다.
벨파스트에서 태어났으며 로스앤젤레스에서 사망하였다. 사인은 식도암이다.

## 영화
- 미스터 에드 (1961년)
- 레 미제라블 (1952년)
- 카인드 레이디 (1951년)
- 쓰리 다링 다터스 (1948년)
- 그린 돌핀 스트리트 (1947년)
- 블랙 뷰티 (1946년)
- 도리안 그레이의 초상 (1945년)
- 언인바이티드 (1944년)
- 프렌치맨스 크리크 (1944년)
- 녹원의 천사 (1944년)
- 제인 에어 (1944년)
- 언제나 영원히 (1943년)